# ドン・ラフォンティーヌ
ドン・ラフォンティーヌ（Don LaFontaine、1940年8月26日 - 2008年9月1日）は、アメリカ合衆国の男性声優、ナレーター、アナウンサー、元音響技師兼編集技師。ハリウッドでもっとも著名な声優の1人であり、映画の予告編のナレーションを5000本以上担当し、テレビ・ラジオのCMは35万本以上担当した。ドン・ラ・フォンティーヌ（Don La Fontaine）との表記も。

## 人物
ミネソタ州ダルースで、ノーザン・パシフィック鉄道で働く転轍手の息子として生まれる。ダルースセントラル高校を1958年に卒業後、アメリカ陸軍に入隊
。バージニア州フォートマイヤーにて陸軍バンドの録音技師としての勤務。除隊後は音響技師兼編集技師としてニューヨークのナショナル・レコーディングスタジオで活動。1962年にラジオプロデューサーのフロイド・L・ピーターソンと知り合い、翌年から彼の会社でラジオCM製作の仕事を始める。最初に手がけたCMは『博士の異常な愛情 または私は如何にして心配するのを止めて水爆を愛するようになったか』。1964年、『カサグランデのガンファイター』のラジオCMの制作した際に出演予定のナレーターがスタジオに現れなかった為、ラフォンティーヌがナレーションを務めた事でナレーターとしてのキャリアをスタートさせる。
予告編製作会社カレイドスコープ・フィルムの製作責任者を務めた後、1976年に独立して予告編製作会社「ドン・ラフォンティーヌ・アソシエイツ」を設立。独立後、最初に手がけたのは『ゴッドファーザー PART II』の予告編。1978年からはパラマウント映画の予告編部門の責任者となり、数多くの予告編の制作を担当。1980年に副社長に昇進するが、1981年に退社しロサンゼルスに移住。
ピーク時には1日に35本もの仕事をこなしていた為、お抱え運転手を雇い、駐車場を探す時間を節約していたほどであった。技術の発展より、通信による録音が可能になってからは、自宅に録音スタジオを作り、そこで1日に7本から10本程度の仕事をこなしていた。映画俳優組合の記録上、最も忙しかった声優であったとされる。
2008年8月22日に危篤状態となり、同年9月1日にシーダーズ・サイナイ・メディカルセンターで死亡。死因は呼吸不全。墓はハリウッド・フォーエバー墓地にある。
妻は女優・歌手のニタ・ウィテカー（再婚）。妻との子供が2人いる他、前妻との間にも子供が1人いる。
思い入れのある仕事として映画『エレファント・マン』の予告編ナレーションを挙げている。予告編ナレーションでは"In A World... Where"というフレーズを多用しており、他のナレーターもそのフレーズを模倣している。

## 出演作品

### 予告編ナレーション

#### 映画（予告）
1964年
- 007 ロシアより愛をこめて

1965年
- ドクトル・ジバゴ

1968年
- 2001年宇宙の旅

1970年
- M★A★S★H マッシュ

1974年
- ゴッドファーザー PART II

1978年
- ランボー

1980年
- エレファント・マン
- 13日の金曜日

1984年
- ゴーストバスターズ
- ターミネーター

1986年
- アンタッチャブル

1987年
- 危険な情事
- マスターズ/超空の覇者

1988年
- ハロウィン4 ブギーマン復活

1989年
- ハロウィン5 ブギーマン逆襲

1990年
- ゴッドファーザー PART III
- ダークマン
- ヘンリー&ジューン/私が愛した男と女
- ホーム・アローン

1991年
- ターミネーター2
- チャイルド・プレイ3
- バックドラフト

1992年
- バットマン・リターンズ
- ホーム・アローン2

1993年
- ミュータントタートルズ3

1994年
- ページマスター
- ホワイトファング2/伝説の白い牙

1996年
- インディペンデンス・デイ
- 新ポリス・ストーリー
- ジャングル・ジョージ
- スクリーム
- パワーレンジャー・映画版
- スペース・ジャム

1997年
- ジャングル・ジョージ
- スター・キッド
- スターシップ・トゥルーパーズ
- パワーレンジャー・ターボ・映画版・誕生!ターボパワー
- フラバー
- ホーム・アローン3

1998年
- チャイルド プレイ チャッキーの花嫁

1999年
- オースティン・パワーズ：デラックス
- スター・ウォーズ エピソード1/ファントム・メナス

2000年
- キャスト・アウェイ
- スクリーム3

2001年
- ラッシュアワー2

2002年
- オースティン・パワーズ　ゴールドメンバー

2003年
- 12人のパパ

2005年
- 銀河ヒッチハイク・ガイド

2006年
- ビッグママ・ハウス2
- ブラック・クリスマス

2007年
- ポリス・バカデミー/マイアミ危機連発!
- ラッシュアワー3

2008年
- Call + Response
- Witless Protection
- デルタ・フォース 俺たちスーパーソルジャー!

#### オリジナルビデオ（予告）
1997年
- キャスパー:誕生編

#### 劇場アニメ（予告）
1997年
- クリスマス・キャロル

1998年
- FernGully 2: The Magical Rescue

1999年
- 劇場版ポケットモンスター ミュウツーの逆襲
- サウスパーク/無修正映画版

2000年
- 劇場版ポケットモンスター 幻のポケモンルギア爆誕
- Digimon: The Movie[11]
- チキンラン
- ラマになった王様

2001年
- 劇場版ポケットモンスター 結晶塔の帝王 ENTEI
- シュレック

2002年
- パワーパフガールズ・ムービー

2007年
- ザ・シンプソンズ MOVIE
- ルイスと未来泥棒

#### OVA（予告）
- ガーゴイルズ ザ・ムービー（1993年）

#### ゲーム（予告）
1998年
- 007 トゥモロー・ネバー・ダイ

2001年
- ジャック×ダクスター 旧世界の遺産

2007年
- マリオ&ソニック AT 北京オリンピック

2008年
- メタルギアソリッド4
- RESISTANCE2

### CMナレーション

#### テレビ
1988年
- リトルフット

'1997年
- カートゥーン ネットワーク TOONAMI局内CM
  - ドラゴンボールZ
  - ドラゴンボールZ この世で一番強いヤツ
  - ドラゴンボールZ 地球まるごと超決戦

1998年
- Hollywood Video（顔出しナレーション）

2001年
- Dieselboy's Project: Human

2003年
- チャーリーと14人のキッズ

2006年
- GEICO（顔出しナレーション）

2008年
- WWE・ヘル・イン・ア・セル
- WWE・スーパー・ショー・イン・トロント※収録順における遺作

#### ラジオ
1964年
- カサグランデのガンファイター

### テレビアニメ
1986年
- Rambo: The Force of Freedom（タイトルナレーター）
- Lazer Tag Academy（タイトルナレーター）

1988年
- The Secret Files of the Spy Dogs（タイトルナレーター）

2001年
- ファミリー・ガイ（FOXのアナウンサー）

2002年
- 学園パトロール フィルモア（ナレーター）

2005年
- ファミリー・ガイ（本人役）

2006年
- ファミリー・ガイ（ナレーター）

2007年
- Random! Cartoons（アナウンサー）

2008年
- アメリカン・ダッド（映画予告のナレーション）

2009年
- ファミリー・ガイ
- フィニアスとファーブ（ナレーター）

### 劇場アニメ
2002年
- サンタVSスノーマン（ナレーター）

2005年
- アーク（ナレーター）

### ゲーム
1996年
- PowerSlave（ナレーター）

2003年
- メダル・オブ・オナー ライジングサン（ナレーター）

### テレビドラマ
1977年
- ロックフォードの事件メモ（レイ・パトロンの声）

1990年
- 新スタートレック（次回予告ナレーション）

1993年
- スタートレック:ディープ・スペース・ナイン（次回予告ナレーション）
- 反逆のヒーロー レネゲイド（オープニングナレーター）

1995年
- スタートレック:ヴォイジャー（次回予告ナレーション）

1997年
- チーム・ナイトライダー（タイトルナレーション）
- 犯罪捜査官ネイビーファイル（OPナレーション）

2001年
- スターゲイトSG-1（『ワームホール・Xトリーム』の予告編ナレーション）

### テレビ番組
1977年
- メイキング・オブ・スター・ウォーズ（ナレーター）

1988年
- Willow: The Making of an Adventure（ナレーター）

1991年
- アメリカズ・モスト・ウォンテッド（ナレーター）

1997年
- Beyond Belief: Fact or Fiction（ナレーター）
- World's Most Daring Rescues（ナレーター）

1998年
- World's Deadliest Sea Creatures（ナレーター）

2004年
- エンターテイメント・トゥナイト（ナレーター）※2008年まで

2005年
- ジェパディ!（ナレーター）

2008年
- フリー・ラジオ（本人出演）

### 映画
1981年
- セントヘレナズ・ピーク/恐怖の大噴火（ナレーター）

1982年
- 宇宙からのツタンカーメン（レポーター）

1988年
- 3人のゴースト（CMのナレーション）

1990年
- A Man Called Sarge（ナレーター）

1993年
- ラスト・アクション・ヒーロー（映画の予告編ナレーター）

1996年
- バードケージ（ニュースキャスターの声）

1997年
- パルプ・フィクション（ボイスオーバー）

2006年
- I See You.com ~ハレンチのぞき見大作戦! ~（本人役）

2007年
- For the Bible Tells Me So（ナレーター）
- LIVE! ライブ（ナレーター）

2009年
- Coming Attractions: The History of the Movie Trailer（ナレーター / 本人出演）

2013年
- 私にだってなれる!夢のナレーター単願希望（本人出演）※ライブラリィ出演

### 短編映画
1997年
- Five Men and a Limo（本人役）

1999年
- Claire Makes It Big （映画の予告編ナレーター）

2006年
- Interrogation（ルーク）※製作総指揮、脚本も担当。

### テレビ映画
1994年
- The World's Greatest Magic（ナレーター）

1995年
- The World's Greatest Magic 2（ナレーター）

1996年
- The World's Greatest Magic 3（ナレーター）

1997年
- The World's Greatest Magic 4（ナレーター）

### オリジナルビデオ
2007年
- Internet Safety Force（OPナレーター）

### その他
- Hollywood Video テレビCM（1998年、本人役）
- Behind the Scenes: Behind Enemy Lines（2002年、ナレーター）
- 第79回アカデミー賞授賞式（2006年、アナウンス）

## 編集作品

### 映画（編集）
1968年
- San Sebastian 1746 in 1968（サウンドエディター）

1969年
- Coming Apart（サウンドエディター）

1979年
- ザ・ヒッター/必殺のブラック・フィスト（ポストプロダクション・スーパーバイザー、ミュージックエディター）